# دوائر الجن

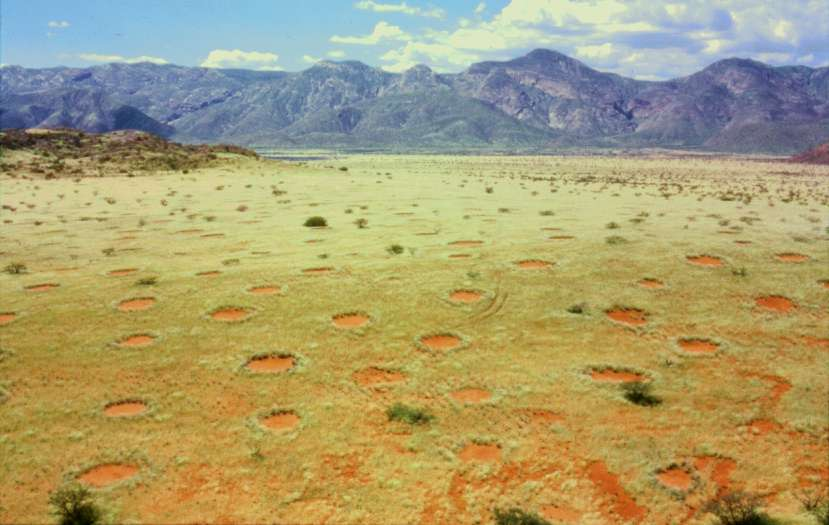

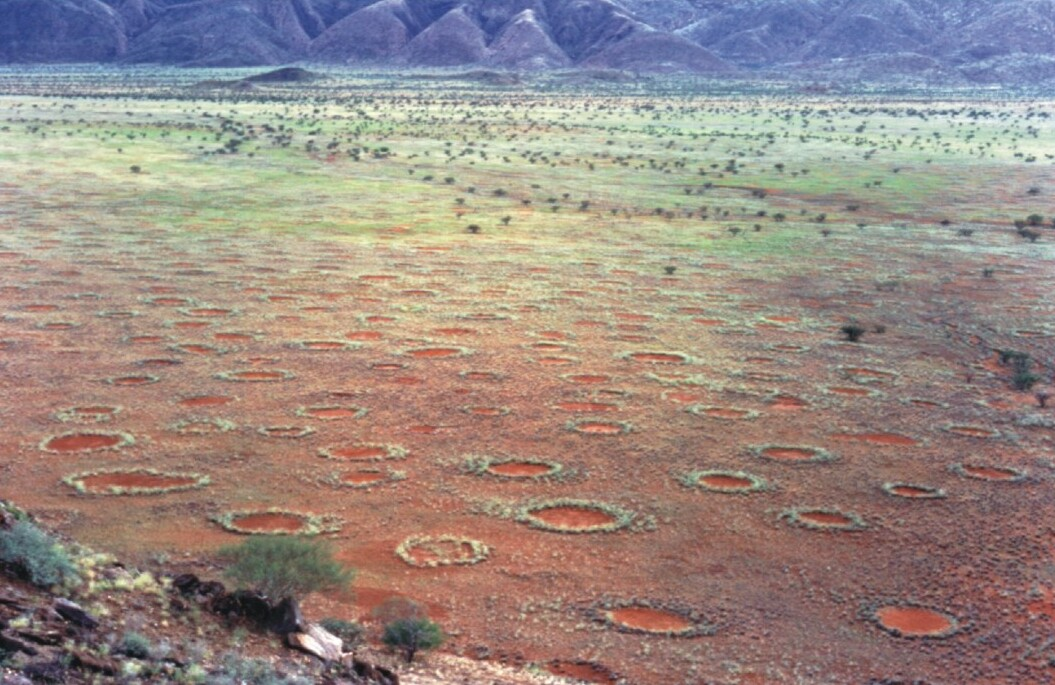

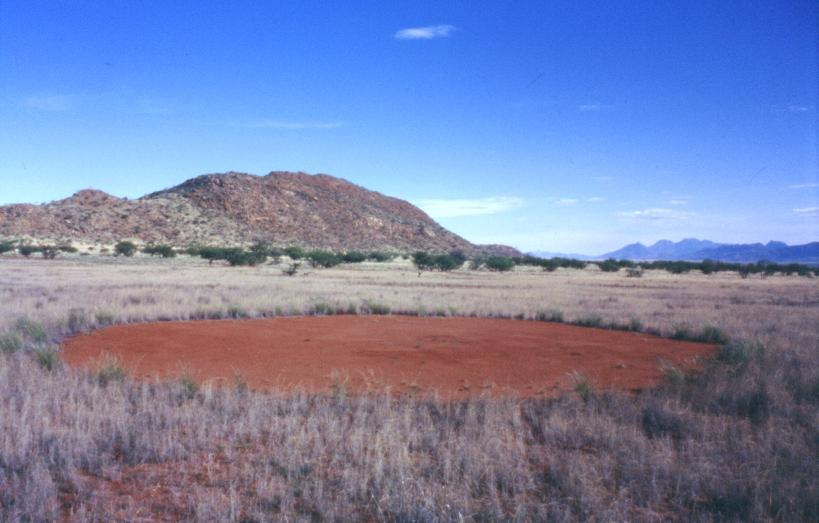

دوائر الجن (بالإنجليزية: Fairy circles)‏ هي دوائر غريبة من الرمال عارية من العشب في أماكن يكثر العشب فيها من حولها في المراعي الصحراويه الرملية في ناميبيا. وهي تتشكل ثم تختفي بعد سنوات بدون سبب معروف.

## أسباب تكونها
ما زالت أسباب تكونها مجهولة. وقد عزيت الأسباب لتشكل هذه الدوائر إلى يكون أعشاش النمل الأبيض تحت الأرض لكن لم تظهر الحفريات أي دليل على ذلك. وفشلت تفسيرات أخرى لتكون هذه الدوائر مثل الاختلافات في العناصر الغذائية في التربة أو وفاة النبات بسبب أبخرة سامة من الأرض.

## أبعادها
جرت مقارنة لصور ألتفت بواسطة الأقمار الصناعية في الفترة من 2004 إلى 2008 وتم بموجب ذلك معرفة أن الدوائر مستقرة تماما. وقد ظهرت هذه الدوائر في حجمها الكامل أحيانا وأحيانا تظهر ثم تنمو بسرعة إلى الحجم الكامل واحيانا تختفى. تتراوح احجام تلك الدوائر بين الكبير والصغير حيث قطر أصغرها يصل إل مترين في حين أن قطر أكبرها يمكن أن يصل إلى 12 متر.